# Lubuk Rumbai (Ulu Rawas)
Lubuk Rumbai is een bestuurslaag in het regentschap Musi Rawas van de provincie Zuid-Sumatra, Indonesië. Lubuk Rumbai telt 1177 inwoners (volkstelling 2010).